# Naisten SM-sarja 2007/08
Die Saison 2007/08 war die 26. Austragung der höchsten finnischen Fraueneishockeyliga, der Naisten SM-sarja. Die Ligadurchführung erfolgt durch den finnischen Eishockeybund Suomen Jääkiekkoliitto. SM ist eine Abkürzung für suomenmestaruus (deutsch: Finnische Meisterschaft).

## Modus
Zunächst spielten alle Mannschaften eine einfache Runde mit Hin- und Rückspiel. Die letzten beiden Mannschaften dieser Vorrunde nahmen an der Relegation mit vier Vertretern der zweithöchsten Liga teil. Die besten Vier erreichten das Halbfinale. Die Play-offs wurden im Modus Best-of-Seven durchgeführt. Um den Platz 3 gab es lediglich ein Spiel.

## Hauptrunde
In der Hauptrunde wurde eine Doppelrunde (zwei Hin- und Rückspiele) gespielt.
| Platz | Name                  | Spiele | S3 | S2 | N1 | N0 | Punkte | Tore    |
| ----- | --------------------- | ------ | -- | -- | -- | -- | ------ | ------- |
| 1.    | Tampereen Ilves       | 20     | 16 | 1  | 1  | 2  | 51     | 144:030 |
| 2.    | Espoo Blues           | 20     | 15 | 1  | 1  | 3  | 48     | 137:028 |
| 3.    | Kärpät Oulu           | 20     | 14 | 0  | 1  | 5  | 43     | 154:049 |
| 4.    | Hockey Cats Jyväskylä | 20     | 7  | 2  | 0  | 11 | 25     | 106:087 |
| 5.    | IHK Helsinki          | 20     | 4  | 0  | 1  | 15 | 13     | 92:098  |
| 6.    | Tappara Tampere       | 20     | 0  | 0  | 0  | 20 | 0      | 5:346   |

### Beste Scorerinnen der Hauptrunde
| Spielerin         | Klub   | Tore | Vorlagen | Punkte |
| ----------------- | ------ | ---- | -------- | ------ |
| Eini Lehtinen     | Kärpät | 29   | 50       | 79     |
| Michelle Karvinen | Blues  | 30   | 32       | 62     |
| Jenni Pitkänen    | Kärpät | 29   | 32       | 61     |
| Marjo Voutilainen | Blues  | 20   | 38       | 58     |
| Anne Helin        | IHK    | 34   | 21       | 55     |
| Mari Saarinen     | Ilves  | 28   | 26       | 54     |
| Mira Jalosuo      | Kärpät | 27   | 27       | 54     |
| Piia Lallukka     | Blues  | 18   | 31       | 49     |
| Linda Välimäki    | Ilves  | 27   | 20       | 47     |
| Oona Parviainen   | Blues  | 20   | 26       | 46     |
| Riikka Noronen    | Cats   | 26   | 19       | 45     |

## Relegation
In der Relegation traten die letzten beiden der Naisten SM-sarja gegen die vier besten der Divisioona in einer einfachen Hin- und Rückrunde an. Im Ergebnis stiegen die Mannschaften aus Salo, Lohja und Hämeenlinna auf. Die Mannschaft Tappara Tampere konnte zu keiner Zeit mit der Konkurrenz mithalten und verabschiedete sich mit Null Punkten und 14 Toren in 30 Spielen aus der Liga.
| Platz | Name                    | Spiele | S3 | S2 | N1 | N0 | Punkte | Tore   |
| ----- | ----------------------- | ------ | -- | -- | -- | -- | ------ | ------ |
| 1.    | IHK Helsinki            | 10     | 9  | 0  | 1  | 0  | 28     | 81:018 |
| 2.    | Hämeenlinnan Pallokerho | 10     | 5  | 1  | 2  | 2  | 19     | 54:032 |
| 3.    | Salo HT                 | 10     | 5  | 1  | 1  | 3  | 18     | 44:028 |
| 4.    | LoKV Lohja              | 10     | 5  | 1  | 0  | 4  | 17     | 42:032 |
| 5.    | APV Kuortane            | 10     | 2  | 1  | 0  | 7  | 8      | 36:042 |
| 6.    | Tappara Tampere         | 10     | 0  | 0  | 0  | 10 | 0      | 09:114 |

## Play-offs

### Halbfinale
In den Halbfinalspielen am 20., 23., 24., 27. Februar und 1. März 2008 traten die Mannschaften auf den ersten vier Plätzen nach dem Modus Best-of-Seven gegeneinander an; dabei spielte der 1. gegen den 4. und der 2. gegen den 3. Die besser platzierte Mannschaft hatte dabei zuerst Heimrecht.
|               |   |                       | Serie | 1                                               | 2                   | 3                   | 4                                               | 5                   |
| ------------- | - | --------------------- | ----- | ----------------------------------------------- | ------------------- | ------------------- | ----------------------------------------------- | ------------------- |
| Ilves Tampere | – | Hockey Cats Jyväskylä | 4:0   | 5:1 (3:0, 0:0, 2:1)                             | 3:2 (1:0, 2:1, 0:1) | 6:0 (2:0, 3:0, 1:0) | 4:2 (1:1, 1:1, 2:0)                             | –                   |
| Espoo Blues   | – | Kärpät Oulu           | 4:1   | 3:2 n. V. (0:1, 0:1, 2:0, 1:0) 22. Februar 2008 | 4:0 (1:0, 2:0, 1:0) | 3:1 (0:0, 2:1, 1:0) | 2:3 n. V. (1:1, 0:0, 1:1, 0:1) 29. Februar 2008 | 4:2 (1:2, 2:0, 1:0) |

### 3. Platz
Um den 3. Platz wurde lediglich ein Spiel ausgetragen. 
| 8. März 2008 | Kärpät Oulu | 5:2 (1:2, 1:0, 3:0) | Hockey Cats Jyväskylä |  |

### Finale
Die Finalserie im Modus Best-of-Seven war mit einem Sweep nach vier Siegen der Mannschaft aus Espoo am 8., 9., 11. und 15. März 2008 beendet.
Mit einem Savescore von 97 % in den Play-offs verbesserte Torhüterin Noora Räty ihren Wert aus dem Vorjahr noch und errang mit den Blues die finnische Meisterschaft.
|               |   |             | Serie | 1                   | 2                   | 3                   | 4                   | 5 |
| ------------- | - | ----------- | ----- | ------------------- | ------------------- | ------------------- | ------------------- | - |
| Ilves Tampere | – | Espoo Blues | 0:4   | 0:3 (0:1, 0:1, 0:1) | 0:2 (0:0, 0:1, 0:1) | 1:2 (1:0, 2:0, 1:1) | 0:5 (0:1, 0:4, 0:0) | – |

### Beste Scorerinnen der Play-offs
| Spielerin         | Klub   | Tore | Vorlagen | Punkte |
| ----------------- | ------ | ---- | -------- | ------ |
| Michelle Karvinen | Blues  | 8    | 10       | 18     |
| Piia Lallukka     | Blues  | 5    | 9        | 14     |
| Marjo Voutilainen | Blues  | 3    | 10       | 13     |
| Eini Lehtinen     | Kärpät | 4    | 4        | 8      |
| Mari Saarinen     | Ilves  | 3    | 5        | 8      |
| Jenni Hiirikoski  | Ilves  | 2    | 6        | 8      |